# 大分発電所
大分発電所（おおいたはつでんしょ）は、大分県大分市大字一の洲1-2にあった九州電力の火力発電所。

## 概要
大分臨海工業地帯建設に伴う急速な電力需要増に対応するために、大野川左岸河口の埋立地（1号地）に建設された石油火力発電所である。1969年7月に1号機が運転を開始。2号機までが建設された。後に大野川対岸の6号地に新大分発電所が建設され、1991年に運転を開始している。
2002年度から長期にわたって計画停止されており、稼働率が0%の状態が続いていた。2010年3月30日、九州電力は、温暖化対策として原子力や再生可能エネルギーの推進を図る一方で、石油火力については老朽化した低効率の施設を計画的に廃止する経営計画を発表。この計画では、当発電所について1、2号機とも2012年度に廃止する予定が示され、2013年3月に廃止された。

## 廃止された発電設備
総出力：50万kW
1号機（廃止）
定格出力：25万kW
使用燃料：重油
営業運転期間：1969年7月31日 - 2013年3月31日（2002年度より長期計画停止）
2号機（廃止）
定格出力：25万kW
使用燃料：重油
営業運転期間：1970年6月1日 - 2013年3月31日（2002年度より長期計画停止）